# Ravigny
Ravigny é uma comuna francesa na região administrativa da Pays de la Loire, no departamento de Mayenne. Estende-se por uma área de 6,54 km². Em 2010 a comuna tinha 245 habitantes (densidade: 37,5 hab./km²).